# Bernard de Latour
Bernard de Latour est un réalisateur français, né le 19 mars 1905 au Bouscat et mort le 21 novembre 2001 à Cannes.

## Filmographie
- 1949 : Du Guesclin